# Ariel Cabral
Alejandro Ariel Cabral (Buenos Aires, 11 settembre 1987) è un ex calciatore argentino, di ruolo centrocampista.

## Palmarès

### Club
- Campionato argentino: 3

Vélez Sarsfield: 2009 (C), 2012 (C), 2012-2013
- Coppa di Polonia: 1

Legia Varsavia: 2010-2011
- Supercopa Argentina: 1

Vélez Sarsfield: 2013
- Coppa del Brasile: 1

Cruzeiro: 2018

### Nazionale
- Campionato mondiale Under-20: 1

2007